# Parortholitha ingens
Parortholitha ingens är en fjärilsart som beskrevs av Claude Herbulot 1970. Parortholitha ingens ingår i släktet Parortholitha och familjen mätare. Inga underarter finns listade i Catalogue of Life.